# Carolina Sandgren
Ingrid Maria Carolina Sandgren, född den 27 augusti 1965 i Tomelilla i Skåne är en svensk operasångerska (sopran) knuten till GöteborgsOperan.

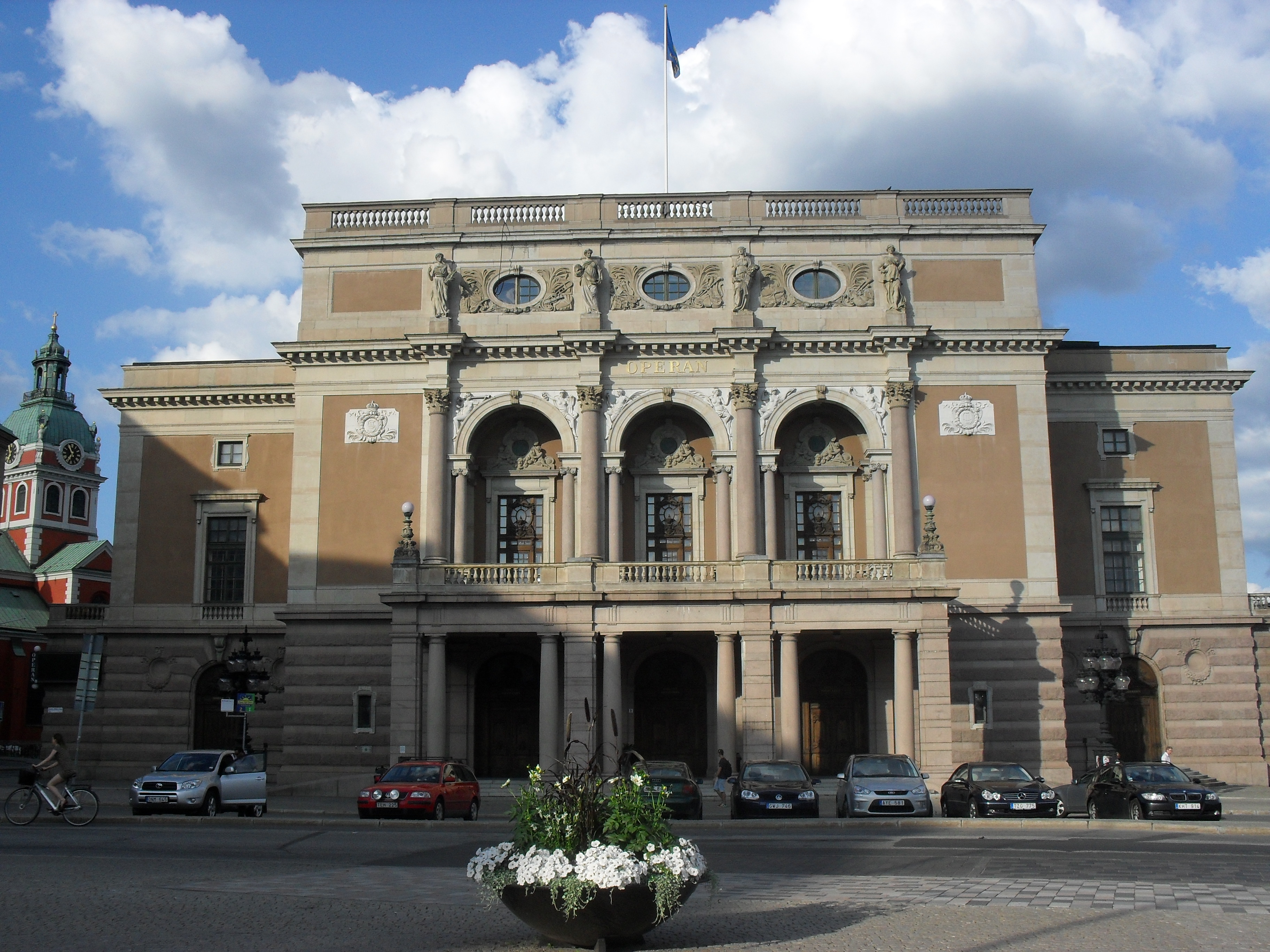
Kungliga Operan i Stockholm.

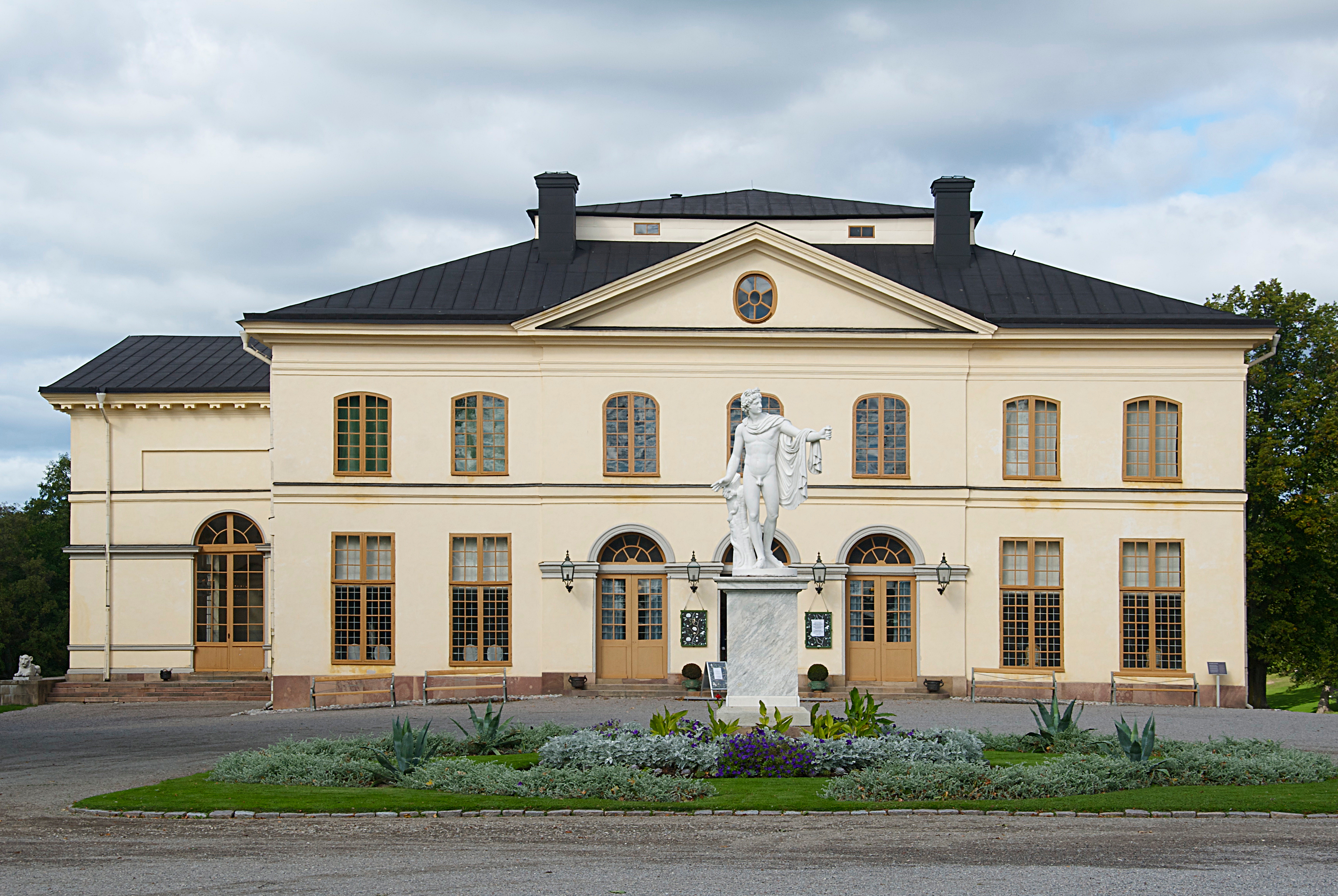
Drottningholms slottsteater.

## Utbildning och karriär
Carolina Sandgren är utbildad på Kungliga Musikhögskolan och Operahögskolan i Stockholm. Hon fick sitt genombrott 1993 som Nannetta i Falstaff och Gilda i Rigoletto, båda mot Ingvar Wixell på Stora Teatern i Göteborg.
Efter invigningsföreställningen Aniara 1994 på Göteborgsoperan har hon gästat Kungliga Operan, Drottningholms slottsteater, Malmö Opera, Det Kongelige Teater och Operaen på Holmen i Köpenhamn, Welsh National Opera liksom Nationaloperan i Prag, Operan i Weimar och Operan i Essen.
Carolina Sandgren har flera gånger deltagit i SVTs TV-program Kulturfrågan Kontrapunkt, senast 2024.

## Roller
Bland hennes många roller märks:
- Gertrud (Mamman) i Hans och Greta
- Marcellina i Figaros bröllop
- Grevinnan Almaviva i Figaros bröllop
- Floria Tosca (titelrollen) i Tosca
- Violetta Valéry i La Traviata
- Den blinda poetissan i Aniara,
- Zerlina och Donna Elvira i Don Giovanni,
- Fiordiligi i Così fan tutte,
- Konstanze och Blondchen i Enleveringen ur seraljen,
- Corilla i Viva la Mamma,
- Adèle och Rosalinda i Läderlappen,
- Madame Cortese och Grevinnan Folleville i Resan till Reims,
- Clorinda i Askungen,
- Angéle Didier i Greven av Luxemburg,
- Valencienne i Glada änkan,
- Syster Constance i Karmelitsystrarna,
- Oscar i Maskeradbalen,
- Kunigunda i Candide,
- Antonia i Hoffmanns äventyr,
- sopransolist i Mozarts Requiem,
- Mrs Alice Ford i Falstaff,
- Blomsterflicka i Parsifal,
- Pamina i Trollflöjten,[4]
- Musetta i La Bohème,
- Tatjana i Eugen Onegin
- Aksinja i Lady Macbeth från Mzensk.

## Samarbeten och gästspel

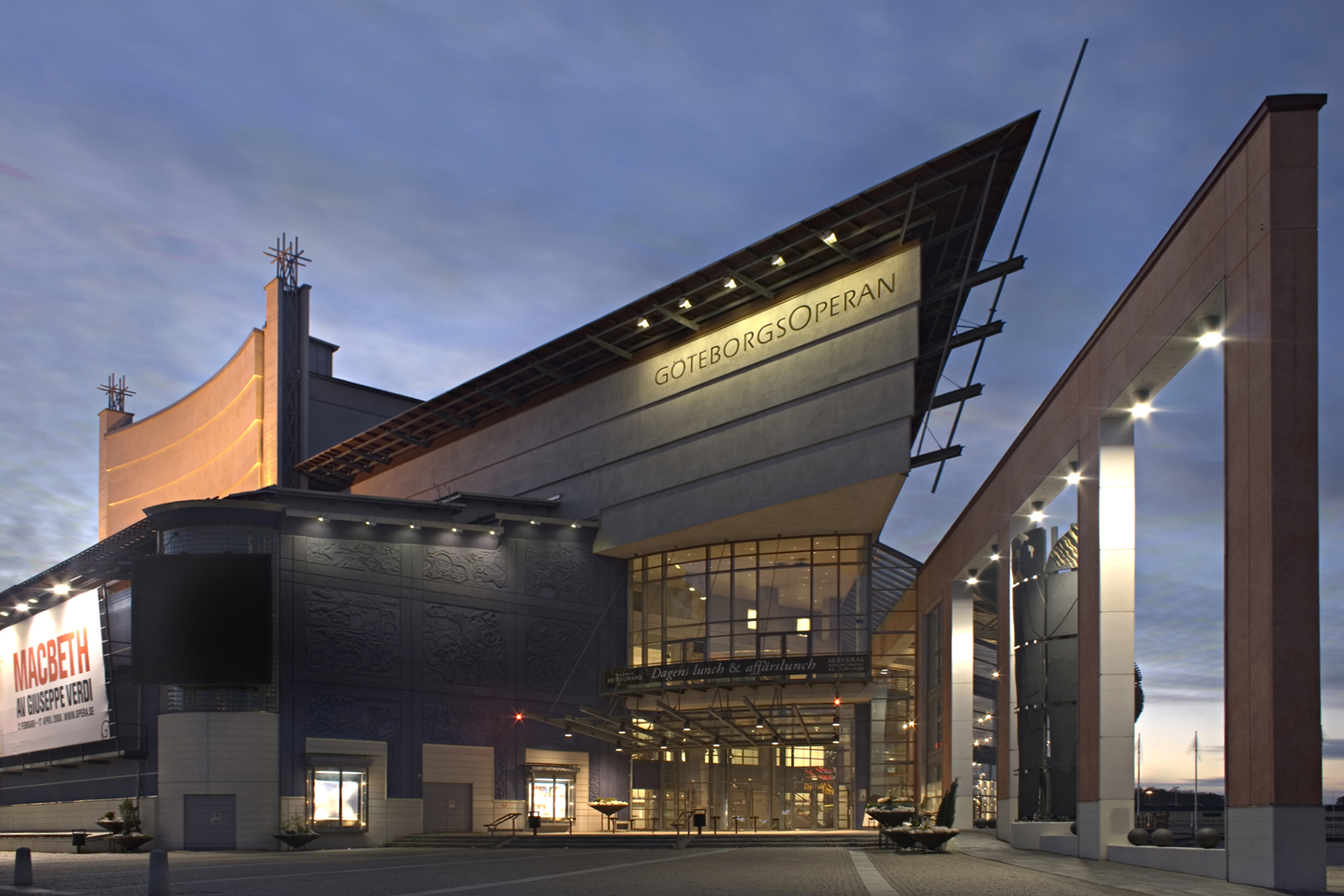
GöteborgsOperan är Carolina Sandgrens hemmascen.

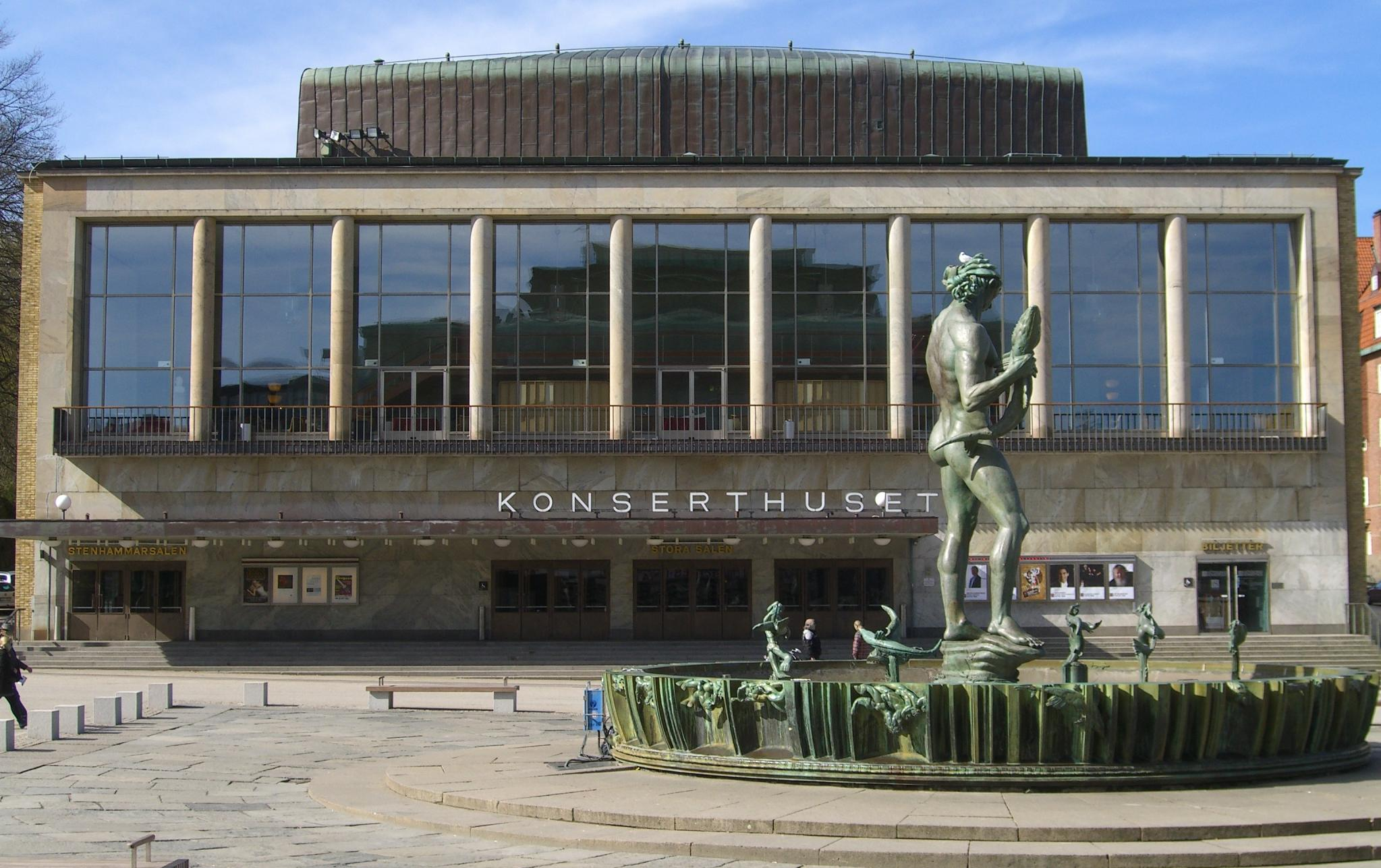
Carolina Sandgren har gjort flera framträdanden på Göteborgs Konserthus.

Bland de dirigenter Carolina Sandgren haft ett samarbete med kan nämnas: Neeme Järvi, Pier Giorgio Morandi, Sixten Ehrling, Nicolaj Alexejev och Leif Segerstam. Stephen Langridge, Adrian Nobel och David Radok är några av de regissörer som Sandgren har arbetat med.
Carolina Sandgren är återkommande solist med bland annat S:t Petersburgfilharmonin och Göteborgs Symfoniker; senast med St Petersburg Radio- och tv-orkester i showen Opera on Ice. Hon har också turnerat i Kina med Göteborg Wind Orchestra och Magnus Rosén Band 2013.
Carolina Sandgren har även gjort ett flertal cd-, dvd- och tv-inspelningar.

## Teater
| År   | Roll           | Produktion                                          | Regi           | Teater         |
| ---- | -------------- | --------------------------------------------------- | -------------- | -------------- |
| 1991 | Elvira Madigan | Sixten och Elvira Lars-Åke von Vultée och Jan Wirén | Hans Alfredson | Cirkus Olympia |

## Stipendier och utmärkelser
- Drottningholmsteaterns Vänner, Ingrid och Oscar Falkmans fond, 2004.[7]
- Belönades 2013 med Göteborgs stads förtjänsttecken.[8]
- GöteborgsOperans Vänners stipendium 2015.[9]